# Spondylus rubicundus
Spondylus rubicundus is een tweekleppigensoort uit de familie van de Spondylidae. De wetenschappelijke naam van de soort is voor het eerst geldig gepubliceerd in 1856 door Reeve.